# Phra Mae Thorani

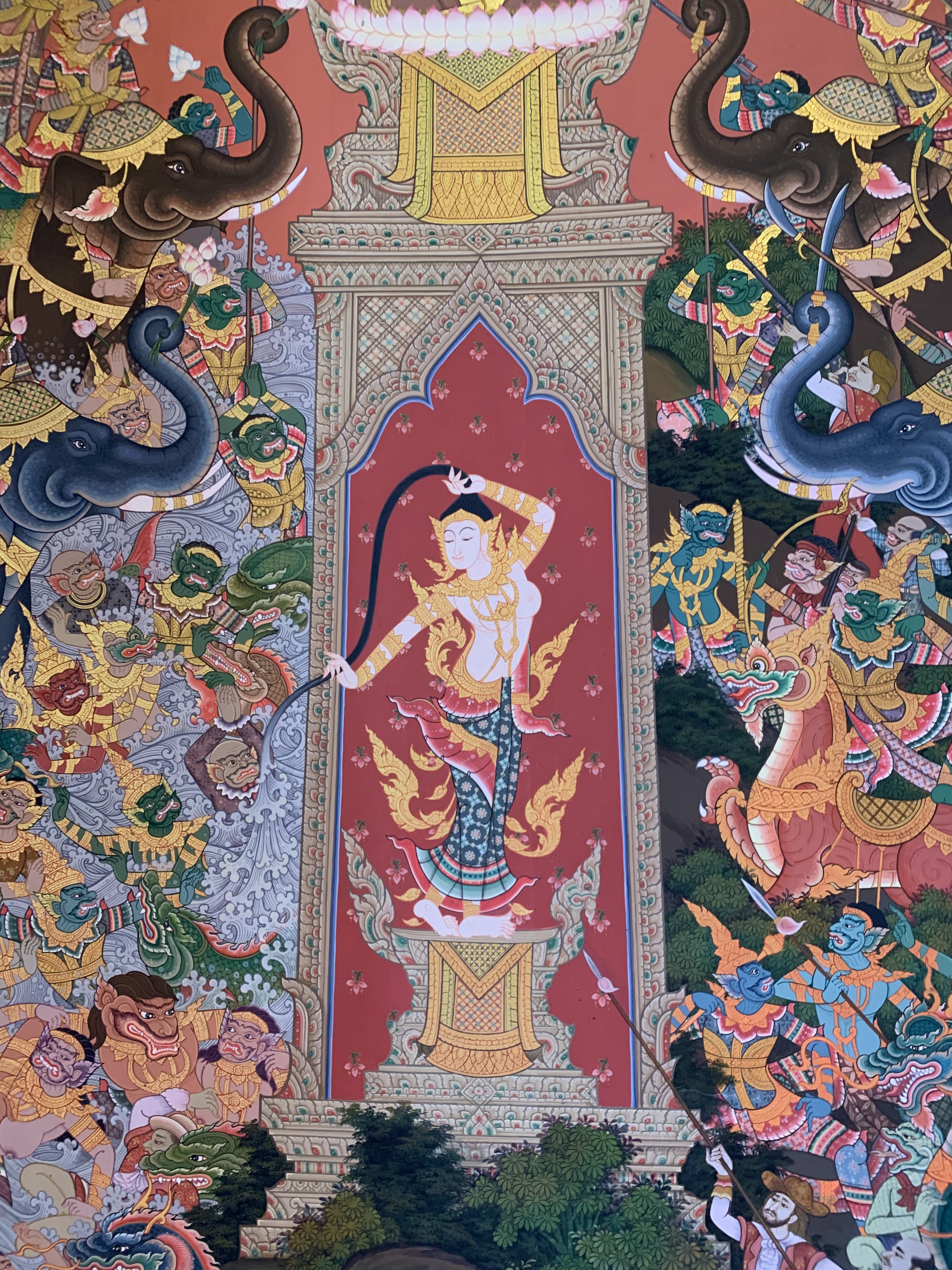
พระแม่ธรณีบีบมวยผม อุโบสถวัดหงส์รัตนาราม Phra Mae Thorani

Phra Mae Thorani, även kallad Vasundhara och Dharani, är en gudinna inom theravadabuddhismen i Sydostasien. 
Hon har traditionellt dyrkats främst i Indokina. Hon är jordens underjordiska gudinna. Hon omtalas främst för den händelse enligt vilken hon tillkallades av Buddha och vred vattnet ur sitt hår för att dränka demonen Mara.